# Paul Gascoigne
Paul John Gascoigne (* 27. května 1967) je bývalý anglický profesionální fotbalista. Během kariéry Gascoigne hrál na pozici středního záložníka postupně za Newcastle United, Tottenham Hotspur, Lazio, Glasgow Rangers, Middlesbrough a Everton. Za reprezentaci Anglie odehrál 57 zápasů, ve kterých dal 10 gólů.

## Fotbalová kariéra
Gascoigne, známý pod přezdívkou Gazza začínal svou kariéru v místním klubu Redheugh Boys Club, a v roce 1983 podepsal smlouvu s Newcastle United. Od roku 1988 byl hráčem v Tottenham Hotspur, ve stejným roce začal také reprezentační kariéru. Byl účastníkem Mistrovství světa ve fotbale 1990, kde Anglie skončila v semifinále. Gascoigne byl v tomto turnaji významným hráčem a získal mnoho fanoušků.
V roce 1992 odjel do Itálie, kde hrál v barvách Lazio Řím. Kvůli vážnému zranění nedosáhl velkých úspěchů. Díky rozličným skandálům, problémům s alkoholem a depresi stával se ale postupně mediální hvězdou. Od roku 1995 hrál v Scottish Premier League za klub Glasgow Rangers, s kterým třikrát byl mistrem ligy. Gazza byl také vynikajícím hráčem na Mistrovství Evropy ve fotbale 1996 (dostal se do mj. výběru All Stars Team). Těsně před Mistrovstvím světa ve fotbale 1998 byl kvůli špatnému chování a rozličným kontuziím vyřazen z reprezentace, a ukončil kariéru v národním týmu. V roce 1998 podepsal smlouvu s anglickým Middlesbrough FC, kterou ale zase kvůli problémům s pitím musel ukončit. Následně hrál ještě v barvach Evertonu a Burnley FC, bez větších úspěchů. Poslední léta hráčské kariéry strávil v čínském Gansu Tianma a anglickém Boston United. V roce 2005 oficiálně ukončil profesionální kariéru, a začal se věnovat trenérské práci. Na lavičce klubu ze 6. anglické ligy, Kettering Townu, však vydržel pouhých 39 dní, pak s ním klubové vedení vyrazilo dveře, protože své svěřence koučoval věčně zlitý na mol. Vystupoval v televizních pořadech, účastnil se různých mediálních projektů (mj. televizní pořad "Gazzamania", evropské turneé se skupinou Iron Maiden). V mediích se opakovaně objevují zprávy o jeho problémech s alkoholem, policii, duševním zdravím apod.
Na podzim 2010 se objevily informace o nástupu Gascoigne'a na post trenéra v Garforth Town a po týdnech rozhovorů mezi jeho agentem a klubem se rozhodl nabídku odmítnout, i když zopakoval své přání vrátit se k vedení fotbalu

## Úspěchy

### Klubové
- vítěz FA Youth Cup: 1985 (za Newcastle United)
- vítěz FA Cup: 1991 (za Tottenham Hotspur FC)
- vítěz Scottish Premier League: 1995/96, 1996/97 (za Glasgow Rangers)
- vítěz Scottish Cup: 1996 (za Glasgow Rangers)
- vítěz Scottish League Cup: 1996 (za Glasgow Rangers)

### Reprezentační
- vítěz Rous Cup: 1989
- 4. místo na Mistrovství světa ve fotbale: 1990
- 3. místo na Mistrovství Evropy ve fotbale: 1996
- vítěz Tournoi de France: 1997

### Individuální ocenění
- PFA Young Player of the Year: 1988
- Sportovec roku (cenu uděluje BBC): 1990
- člen All Stars Team na Mistrovství světa ve fotbale 1990
- člen All Stars Team na Mistrovství Evropy ve fotbale 1996 [1]
- Fotbalista roku ve Skotsku dle novinářské (SFWA) i hráčské asociace (SPFA): 1996[2]
- Fotbalista roku (ocenění skotských fotbalových novinářů): 1996
- uveden do Síně slávy anglického fotbalu: 2002
- uveden do Síně slávy Glasgow Rangers: 2006